# Systeembenadering

Bij de systeembenadering wordt een te beschouwen situatie opgevat als een systeem in een omgeving. De overgang tussen beide is de systeemgrens.

De systeembenadering is een werkwijze om verschijnselen te bestuderen als een geheel met een onderlinge samenhang en een wisselwerking met de omgeving. De systeembenadering is een uitwerking van algemene systeemtheorie, en is in verschillende vakgebieden uitgewerkt. 

## Algemeen
De systeembenadering is een methode van onderzoek, gebaseerd op de beginselen van de systeemtheorie. In een theoretisch onderzoek kan het doel van de systeembenadering zijn om te komen tot een zeer algemene theorie, die breed toepasbaar is. In de praktische situaties gaat het eerder om de opzet van een raamwerk voor nadere analyse.
De systeembenadering is een werkwijze waarbij het te bestuderen verschijnsel als een systeem wordt beschouwd. In de basis wordt hierbij verder gebruikgemaakt van beginselen van de algemene systeemtheorie. Zo kan men de omgeving beschouwen als een systeem van systemen, gevat in een systeemhiërarchie. Tussen de omgeving en het systeem valt een systeemgrens te onderkennen. Het systeem zelf wordt geacht allerlei systeemeigenschappen te hebben. Zo wordt het systeem zelf geacht te bestaan uit allerlei elementen en relaties. In elk vakgebied zijn deze beginselen meestal apart uitgewerkt voor het specifieke kenobject.  
Systeembenadering staat in specifieke vakgebieden tegenovergesteld aan andere werkwijzen als de analytische benadering, en de contextuele benadering, en de ruimtelijke benadering, en ook wel de interdisciplinaire benadering, en het reductionisme, en het persoonsdenken en ook wel de barrière-benadering.

## Open versus gesloten systeembenadering
Een te beschouwen verschijnsel kan men opvatten als een gesloten of een open systeem.  Gesloten systemen worden geacht niet voortdurend bloot te staan aan veranderingen in de omgeving, waar het geen directe grip op heeft. Open systemen worden hierin tegen geacht rekening te houden met impulsen van buitenaf en daar adequaat op te reageren, om te voorkomen dat het verschijnsel de aansluiting bij zijn omgeving verliest.
In de organisatieleer bijvoorbeeld ging het scientific management ervan uit dat een organisatie een gesloten systeem is. In de moderne bedrijfs- en bestuurskunde beschouwt men het bedrijf juist wel in zijn maatschappelijke, culturele, technologische en economische context. De organisatie wordt gezien als beïnvloed door de klant, medewerker, regelgever, opinievormer, subsidieverstrekkers, aandeelhouders en het management zelf, dat zijn eigen doelstellingen en ambities heeft tegenover de organisatie.
Bij bestudering van bijvoorbeeld weer de organisatie kan men nog steeds kiezen voor een open of een gesloten systeembenadering, afhankelijk van hoe veranderlijk de externe ontwikkelingen zijn. In een stabiele omgeving kan men blijven kiezen voor een gesloten systeembenadering ofwel een interne oriëntatie. Traditioneel wordt deze organisatie gezien als een mechanisch geheel met strakke taken en verantwoordelijkheden, eenzijdige procedures, en een fixatie op efficiency en reactietijd. De open-systeembenadering begint hierin tegen met het identificeren en in kaart brengen van de diverse transformatieprocessen.